# Берковець
Беркове́ць, також Биркове́ць або Берківці́ — історична місцевість, селище, колишній хутір у Святошинському та Подільському районах міста Києва. Розташована вздовж вулиць Берковецької, Газопровідної, Синьоозерної та Стеценка. Межує з місцевостями Виноградар, Нивки, Новобіличі, Веселий майдан та Пуща-Водицьким лісом.

## Історія
За однією з версій походження назви виводять з давньослов'янських слів: «бір» — фортеця, укріплення; «бірка» — вівця (припущення про наявність тут монастирського пасовиська) або ціпок із зарубками — атрибут бірича (бірюча, борича) — збирача податків за часів Київської Русі (ймовірно, Берковець був місцем поселення бірича або біричів). Можлива версія походження назви — старовинна міра ваги берковець, що дорівнювала 10 пудам, або 10 беркам (звідси і слово цеберко).
Вперше згадані 1240 року як поселення Берков, що належали тоді Києво-Печерському монастирю. В XVII столітті — хутір Берковець належить спершу католицькому монастирю, а згодом — Братському монастирю. З 1731 року — належав Київському магістрату. Територію хутора Берковець приєднано до Києва 1923 року.
У 1950-ті роки навколо облаштоване дачне селище, а між Берковцем і Нивками — Міське кладовище.
Приміське селище Коцюбинське до 1941 року також мало назву Берковець, оскільки було засноване колишніми мешканцями хутора.